# All These Niggas
«All These Niggas» — песня американского рэпера King Von при участии Lil Durk. Она была выпущена 5 августа 2020 года, как второй сингл из дебютного студийного альбома King Von Welcome to O'Block. Песня была спродюсирована Chopsquad DJ.

## Описание
В сопровождении инструментальной дрилл части с «жутким пианино» King Von и Lil Durk читают о «мрачной» реальности жизни на улице.

## Музыкальное видео
Одновременно с синглом был выпущен музыкальный клип. Он был сделан JV Visuals 312. В нём King Von катается на белом Роллс-ройсе с бриллиантовыми цепями по своему району. Поскольку он и Lil Durk не могут быть рядом по закону, Durk не появился в видео.

## Чарты
| Чарт (2020)                           | Высшая позиция |
| ------------------------------------- | -------------- |
| США (Billboard Hot 100)               | 77             |
| США (Billboard Hot R&B/Hip-Hop Songs) | 31             |

## Сертификации
| Регион                                                                      | Сертификация | Продажи |
| --------------------------------------------------------------------------- | ------------ | ------- |
| США (RIAA)                                                                  | Золотой      | 500 000 |
| Данные о продажах + прослушиваниях приведены только на основе сертификации. |              |         |